# VdB 11
vdB 11 est une petite nébuleuse par réflexion, visible dans la constellation de la Girafe.
Elle est située dans la partie sud de la constellation, à une courte distance de la frontière avec Cassiopée. Elle est illuminée par une géante bleue de magnitude 8 cataloguée sous le nom de HD 20798, dont le rayonnement confère une couleur nettement bleutée au gaz environnant. Cette étoile fait partie d'un groupe de jeunes étoiles ne faisant pas partie de la grande région de l'association OB Cam OB1, puisque sa distance, d'environ ∼ 1 000 a.l. (∼ 307 pc), la place dans une position intermédiaire sur la ligne de visée. Cette distance, au contraire, la placerait dans la même région que l'amas ouvert Stock 23, formé de plusieurs dizaines d'étoiles et situé à quelques degrés de la nébuleuse en direction sud-ouest, dans les limites de Cassiopée. La région de formation d'étoiles qui comprend l'association Cam OB1 et les deux nébuleuses vdB 14 et vdB 15, visibles juste au sud de vdB 11, est située à ∼ 2 600 a.l. (∼ 797 pc) du système solaire.